# Темп (Шепетівка)
«Темп» — український футбольний клуб з міста Шепетівки Хмельницької області.

## Історія
Клуб заснований у 1990 році в Шепетівці Хмельницької області під назвою «Темп» при місцевому однойменному кооперативі з ініціативи Джумбера Нішніанідзе. Ця людина стала президентом клубу і повністю фінансувала всі його витрати.
27 листопада 1991 року «Темп» став володарем Кубка УРСР, перемігши в фіналі рівненський «Верес» — 2:1 і 1:1. Це був останній розіграш кубка, так як на момент фіналу Україна вже здобула незалежність.
Формувалися групи першого чемпіонату України й шепетівчан як бонус за перемогу в кубку включили в список 20 команд, які стартували у вищій лізі. У першому сезоні команда посіла останнє місце в групі й опустилася до першої ліги. В еліту «Темп» повернувся вже через рік. Завдяки фінансовій незалежності й хорошому підбору гравців в сезоні 1993/94 клуб з райцентру зміг стати 9-ю командою України. Це був найуспішніший сезон в історії колективу. У наступному сезоні «Темп» втратив фінансову стабільність. В результаті пішов тренер, пішли ключові гравці, а команда вела боротьбу за виживання. Одного очка не вистачило «Темпу» до рятівного 16-го місця і він знову понизився у класі.
У 1995 році «Темп» об'єднався з клубом «Адвіс» із Хмельницького, утворивши команду «Темп-Адвіс». У Шепетівці ж з'явився клуб під назвою «Темп-Адвіс-2» (Шепетівка), який повинен був виступати в Другій лізі чемпіонату України. Однак «Темп-Адвіс-2» через фінансові проблеми після 7-о туру сезону 1995/96 років був розформований, а всі майбутні суперники шепетівців отримували технічні перемоги.
У 2005 році в Шепетівці в чемпіонаті Хмельницької області виступала команда під назвою ФК «Шепетівка». У 2010 році клуб дебютував у Вищій лізі чемпіонату Хмельницької області під історичною назвою «Темп».

## Досягнення
- Кубок УРСР
  -  Володар (1): 1991
- Чемпіонат Хмельницької області з футболу
  - Другий призер (1): 1990

## Статистика виступів

### Радянський період
| Сезон | Ліга             | Місце | І  | В  | Н  | П  | З  | П  | О  | Кубок УРСР | Примітки       |
| ----- | ---------------- | ----- | -- | -- | -- | -- | -- | -- | -- | ---------- | -------------- |
| 1991  | Друга нижча ліга | 9     | 50 | 19 | 15 | 16 | 64 | 53 | 53 | Володар    | 1 зона (Захід) |

### У незалежній Україні
| Сезон   | Ліга | Місце | І  | В  | Н | П  | З  | П   | О  | Кубок України | Примітки |
| ------- | ---- | ----- | -- | -- | - | -- | -- | --- | -- | ------------- | --- |
| 1992    | ВЛ   | 10    | 18 | 2  | 4 | 12 | 9  | 34  | 8  | 1/32 фіналу   | Група «A» Виліт |
| 1992/93 | 1    | 2     | 42 | 25 | 8 | 9  | 68 | 48  | 58 | 1/8 фіналу    | Підвищення в класі |
| 1993/94 | ВЛ   | 9     | 34 | 12 | 8 | 14 | 39 | 38  | 32 | 1/8 фіналу    | |
| 1994/95 | ВЛ   | 17    | 34 | 10 | 4 | 20 | 31 | 41  | 34 | 1/4 фіналу    | з цього сезону за перемогу нараховують 3 очки Виліт Після закінчення сезону об'єднання з ФК «Адвіс» і переїзд у Хмельницький. |
| 1995/96 | 1    | 21    | 42 | 6  | 2 | 34 | 14 | 103 | 20 |               | Клуб по ходу сезону був замінений командою «Ратуша» (Кам'янець-Подільський) Припинив існування                                |

## Відомі гравці
- Георгій Кондратьєв
- Сергій Гомонов
- Олександр Марцун
- Сергій Скаченко
- Арсен Аваков
- Автанділ Капанадзе
- Таріел Капанадзе
- Ігор Пархомчук
- Ігор Тімощук

## Відомі тренери
- Іштван Секеч: 1990—1992
- Зая Авдиш: серпень — вересень 1992
- Юрій Войнов: вересень — грудень 1992
- Сергій Доценко: січень — травень 1993
- Леонід Ткаченко: травень 1993—1994
- Станіслав Берніков: березень — квітень 1995
- Реваз Дзодзуашвілі: квітень — червень 1995